# Megasema rubrescens
Megasema rubrescens är en fjärilsart som beskrevs av Karl Schawerda 1921. Megasema rubrescens ingår i släktet Megasema och familjen nattflyn. Inga underarter finns listade i Catalogue of Life.